# Djemia
Djemia is een geslacht van hooiwagens uit de familie Assamiidae.
De wetenschappelijke naam Djemia is voor het eerst geldig gepubliceerd door Roewer in 1935. 

## Soorten
Djemia is monotypisch en omvat slechts de volgende soort:
- Djemia cooperi